# Stefano da Verona
Stefano di Giovanni ou Stefano da Zevio dit Stefano da Verona (1379 – 1438 env.) est un peintre italien de style gothique qui a été actif à Vérone.

## Biographie
Fils de Jean d'Arbois, premier des peintres au service de Philippe le Hardi, duc de Bourgogne, Stefano da Verona vécut à Padoue avant de s'établir à Vérone où il s'affirma de style du gothique international. Il y côtoya Pisanello, et leurs styles s'influencèrent mutuellement. De multiples formes stylisées dans ses tableaux (forme des plantes dans la Madone au buisson de roses) laissent supposer qu'il  fut formé auprès des miniaturistes lombards et ceux de la Vénétie ; il a probablement rencontré le miniaturiste Michelino da Besozzo qui voyagea en 1410 en Vénétie.
Il eut un fils Vincenzo di Stefano da Verona, lui aussi peintre.

## Œuvres
- Madone au rosier avec sainte Catherine (vers 1430), détrempe sur bois, 129 × 95 cm, Museo di Castelvecchio de Vérone, puis Worcester Art Museum, Massachusetts.
- Nativité, fresque de la chapelle San Fermo, Vérone.
- La Madone et des anges, Galerie Colonna, Rome ;
- Adoration des mages (1435), pinacothèque de Brera, Milan (seule œuvre signé et datée :  Stefanus pinxit 1435 )
- Fresques détruites ou perdues de S. Eufemia à Vérone, et à Mantoue.
- Dessins au Musée du Louvre, à l'Albertina, à la Galerie des Offices, à la Biblioteca Ambrosiana de  Milan
- Anges musiciens, Musée Correr, Venise

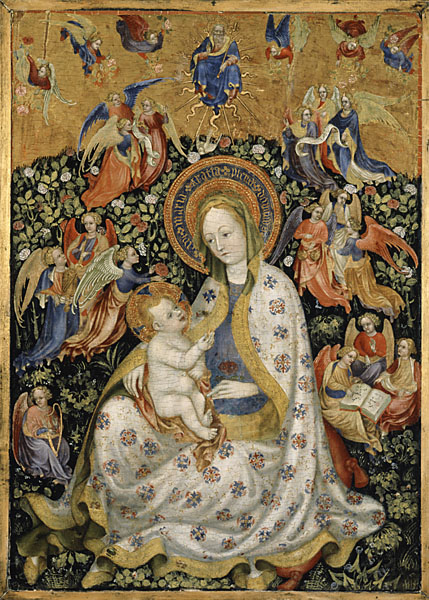
Madone de l'Humilité (vers 1430) Tempera sur bois
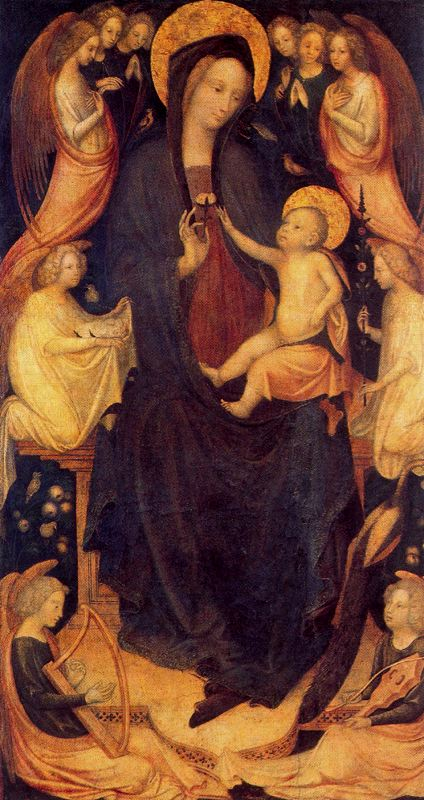
La Madone et des anges Galerie Colonna, Rome

## Sources
- (it) Cet article est partiellement ou en totalité issu de l’article de Wikipédia en italien intitulé « Stefano da Verona » (voir la liste des auteurs).